# Landtagswahl in Kärnten 1965
- KLS: 1
- SPÖ: 18
- ÖVP: 12
- FPÖ: 5

Die Landtagswahl in Kärnten 1965 fand am 14. März 1965 statt. Dabei konnte die Sozialistische Partei Österreichs (SPÖ) den ersten Platz halten und leichte Stimmgewinnen verbuchen. Die  Österreichische Volkspartei (ÖVP), die Freiheitliche Partei Österreichs (FPÖ) und die Kommunisten und Linkssozialisten (KLS) kostete hingegen das Antreten der Kärntner Wahlgemeinschaft (KWG) Stimmenanteile. Die Nationalsoziale Arbeiterpartei (NSAP) trat hingegen 1965 nicht mehr zur Wahl an. 
1965 waren 316.317 Menschen bei der Landtagswahl stimmberechtigt, wobei dies eine Steigerung der Wahlberechtigten um 13.247 Personen bedeutete. Die Wahlbeteiligung lag 1965 bei 87,05 und war damit gegenüber 1960 (86,96 %) praktisch unverändert. 

## Gesamtergebnis
|                                              | Ergebnisse 1965  | Ergebnisse 1965  | Ergebnisse 1965  | Ergebnisse 1960  | Ergebnisse 1960  | Ergebnisse 1960  | Differenzen | Differenzen | Differenzen |
| -------------------------------------------- | ---------------- | ---------------- | ---------------- | ---------------- | ---------------- | ---------------- | ----------- | ----------- | ----------- |
|                                              | Stimmen          | %                | Mand.            | Stimmen          | %                | Mand.            | Stimmen     | %           | Mand.       |
| Abgegebene Stimmen                           | 275.343          |                  | 36               | 263.556          |                  | 36               | + 11.787    |             |             |
| Ungültig                                     | 3.597            | 1,14 %           |                  | 3.654            | 1,21 %           |                  | + 57        | -0,07 %     |             |
| Gültig                                       | 271.746          | 98,86 %          |                  | 259.902          | 98,79 %          |                  | +11.884     | + 0,07 %    |             |
| Partei                                       |                  |                  |                  |                  |                  |                  |             |             |             |
| Sozialdemokratische Partei Österreichs (SPÖ) | 133.955          | 49,29 %          | 18               | 126.091          | 48,51 %          | 18               | + 7.864     | + 0,88 %    | ± 0         |
| Österreichische Volkspartei (ÖVP)            | 89.523           | 32,94 %          | 12               | 86.454           | 33,26 %          | 12               | + 3.069     | - 0,32 %    | ± 0         |
| Freiheitliche Partei Österreichs (FPÖ)       | 36.494           | 13,43 %          | 5                | 38.736           | 14,90 %          | 5                | - 2.242     | - 1,47 %    | ± 0         |
| Kommunisten und Linkssozialisten (KLS)       | 7.502            | 2,76 %           | 1                | 7.770            | 2,99 %           | 1                | - 268       | - 0,23 %    | ± 0         |
| Kärntner Wahlgemeinschaft (KWG)              | 4.272            | 1,57 %           | 0                | nicht kandidiert | nicht kandidiert | nicht kandidiert | + 4.272     | + 1,57 %    | ± 0         |
| Nationalsoziale Arbeiterpartei (NSAP)        | nicht kandidiert | nicht kandidiert | nicht kandidiert | 851              | 0,33 %           | 0                |             |             |             |